# Taça Estado da Bahia
Der Staatspokal von Bahia (port: Copa Governador do Estado da Bahia) war der Fußballverbandspokal des Bundesstaates Bahia in Brasilien. Er wurde von 1998 bis 2007 vom Landesverband der Federação Bahiana de Futebol (FBF) ausgerichtet.
Der Meistertitel war mit der Berechtigung zur Teilnahme an der Série C sowie der ersten Liga der Staatsmeisterschaft von Bahia im Folgejahr verbunden.
Aufgrund von Klagen gegen den FBF wegen Unregelmäßigkeiten, wurde das Turnier vom Ministerium für Öffentlichkeitsarbeit eingestellt. 2009 erfolgte eine Wiederbelebung als Copa Fares Lopes.

## Pokalhistorie

### Gewinner nach Jahren
| Saison | Pokalsieger                | Ergebnis | Finalist               |
| ------ | -------------------------- | -------- | ---------------------- |
| 2007   | EC Bahia                   | 0:1 3:1  | Fluminense de Feira FC |
| 2006   | EC Vitória                 | 2:1      | EC Bahia               |
| 2005   | EC Vitória                 | 3:1 2:2  | EC Ipitanga da Bahia   |
| 2004   | EC Vitória                 | 1:2 3:2  | EC Bahia               |
| 2003   | Palmeiras Nordeste Futebol | 1:0 1:1  | Cruzeiro FC (BA)       |
| 2002   | EC Bahia                   | 2:2 4:2  | EC Vitória             |
| 2001   | Catuense Futebol           | 1:1 2:1  | EC Vitória             |
| 2000   | EC Bahia                   |          |                        |
| 1999   | Camaçari FC                | 2:2 3:0  | Catuense Futebol       |
| 1998   | Fluminense de Feira FC     |          | AD Bahia de Feira      |

### Statistik
| Klub                       | Sieger               | Zweiter        |
| -------------------------- | -------------------- | -------------- |
| EC Vitória                 | 3 (2004, 2005, 2006) | 2 (2001, 2002) |
| EC Bahia                   | 3 (2000, 2002, 2007) | 2 (2004, 2006) |
| Catuense Futebol           | 1 (2001)             | 1 (1999)       |
| Fluminense de Feira FC     | 1 (1998)             | 1 (2007)       |
| Palmeiras Nordeste Futebol | 1 (2003)             |                |
| Camaçari FC                | 1 (1999)             |                |
| AD Bahia de Feira          |                      | 1 (1998)       |
| Cruzeiro FC (BA)           |                      | 1 (2003)       |
| EC Ipitanga da Bahia       |                      | 1 (2016)       |